# الخرطوم الوطني
نادي الخرطوم الوطني هو نادٍ لكرة القدم مقره الخرطوم، السودان. تأسس عام 1950. يلعب في الدوري السوداني الممتاز. الملعب الرسمي للنادي هو استاد الخرطوم الذي يتسع لنحو 33500 متفرج.

## تاريخ
عُرف النادي أولاً باسم الخرطوم 3 ثم غير اسمه إلى الخرطوم، وأخيراً غير اسمه إلى الخرطوم الوطني.

## الألقاب والإنجازات
- حتى (ديسمبر 2022)، لم يحقق النادي أي بطولات محلية أو افريقية أو عربية.

## سجل المشاركات
- دوري ابطال العرب (مرة واحدة): 2012-13.[4]
- كأس الاتحاد الإفريقي (مرة واحدة): 2003.[4]
- كأس الكونفيدرالية الإفريقية (5 مرات): 2016، 2015، 2013، 2011، 2010، 2020.[4]
- كأس سيكافا للأندية (مرة واحدة): 2015.[4]
- الدوري السوداني الممتاز (19 مرة): 2011، 2010، 2009، 2008، 2007، 2006، 2005، 2004، 2022، 2021، 2020، 2019، 2018، 2017، 2016، 2015، 2014، 2013، 2012.[4]
- كأس السودان ( 8 مرات): 2020، 2018، 2017، 2016، 2015، 2014، 2010، 2004.[4]

## الطاقم الإداري

### المدربون
- غانا جيمس كويسي أبياه (2014-2017).[5]

## وصلات خارجية
- صفحة النادي - soccerway.com
- صفحة النادي الرسمية على فيسبوك